# Mikroturbina Capstone
Capstone mikroturbine so plinske turbine, nastale tokom 10-letnega razvoja, kot nadaljevanje obstoječih APU turbin iz letalske industrije. Vse Capstone mikroturbine sestavlja samo en premikajoči se del, ki se vrti na patentirani tehnologiji zračnih ležajev brez vzdrževanja,od 0 - 96.000 obratov na minuto. Pri tem se zračna blazina ležajev vzpostavi že pri 2000 obratih na minuto.Ta patentirana tehnologija za svoje delovanje ne potrebuje nikakršnih mazalnih ali sistemov prisilnega hlajenja.Življenjska doba 80.000 delovnih ur ob najmanjših možnih servisnih intervalih vsakih 8000 ur je bila ena od ciljnih razvojnih zahtev.

## Zgodovina
- 1988 - Ustanovitev podjetja Capstone Turbine Corporation
- 1998 - Prva mikroturbina na trgu C30
- 2002 - zagon tisoče mikroturbine
- 2008 - na trgu prva mikroturbina model C200
- 2009 - zagon proizvodnje modelov mikroturbin C600, C800, C1000
- 2010 - Laibach d.o.o prevzame distribucijo za Hrvaško in Slovenijo

## Zgradba
Odlikuje jih enostavna zgradba iz enostopenjskega komepresorja in enostopenjske turbine. Sestavljene so iz enojne gredi na kateri se nahaja generator sočasno s kompresorjem in turbino. Mikroturbine imajo zaradi svoje enostavne zgradbe nizko temperaturo v zgorevalno komoro vstopajočega zraka ter nižjo zgorevalno temperaturo z okoli 900 °C, v primerjavi z 1450 °C pri velikih turbinah. To dejstvo ima za posledico nekoliko nižji izkoristek. Da bi to slabost izravnali imajo mikroturbine vgrajen rekuperator, to je naprava, ki ob obtoku toplih izpušnih plinov, segreje hladnejši v zgorevalno komoro vstopajoči zrak. S tem dosežemo, da vstopa v zgorevalno komoro zrak z višjo temperaturo. Tako lahko dobimo z manj uporabljenega goriva več energije.

## Kako torej deluje Capstone mikroturbina?
Delovni medij je zrak iz okolice, ki se vsesava in v mikroturbini stisne. V Capstone mikroturbinah tako uporabljeni zrak iz okolice hladi generator. Generator pa pretvarja pridobljeno mehansko energijo v električno. Nato se zrak v enostopenjskem kompresorju stisne na približno 4 bare. Po kompresiji se stisnjeni zrak pri prehodu rekuperatorja ob notranji steni dodatno segreje z ob zunanji steni, iz zgorevalne komore, izstopajočimi plini. Tako vstopa predgreti sveži zrak v zgorevalno komoro, kjer injektorji vbrizgajo gorivo in nastala mešanica vzstopajočega predgretega zraka in goriva zgoreva v neprekinjenem procesu, tako se prej predgreti zrek segreje na približno 900 °C. Vroči zračni tok se sprosti preko turbine, tako sproščena energija se preko turbine pretvori v mehansko energijo, ta pa na isti osi posledično poganja kompresor in generator. Po prehodu turbine teče približno 600 °C vroč zrak v rekuperator. Na izhodu iz rekuperatorja imajo dimni plini še temperaturo približno 300 °C. Tako vroč zrak se lahko dodatno uporabi na primer za segrevanje vode z dodatnim toplovodnim izmenjevalcem.

## Kako proizvaja električno energijo?
Vrteča mikroturbina poganja asinhroni generator,ki proizvaja električno energijo s spreminjajočo se napetostjo (0-277V) in frekvenco (0-1600Hz). Ta se preko usmernika pretvori v enosmerno napetost 760V (v primeru pogona hibridnih vozil v enosmerno napetost po izbiri uporabnika 150-700V)in nato pa preko razsmernika v izmenično napetost 400V, 50Hz.

## Načini delovanja
Capstone mikroturbine lahko delujejo priključene na električno omrežje ali pa samostojno. Stalno zaznavanje električne mreže tudi dovoljuje uporabo za namene nadomestnega ali brezprekinitvenega napajanja za občutljive uporabnike, kot so računalniški centri.

## Vplivi na okolje
Princip stalnega zgorevanja, način delovanja in razpored brizgalnih gorivnih šob, zagotavlja najmanjše možne emisije, kar potrjuje globalno najstrožja certifikacija CARB-Californian Air Research Board(Kalifornijska okoljska agencija), ki dovoljuje obratovanje samo še Capstone mikroturbinam. Emisije toplogrednih plinov iz mikroturbine so v primerjavi z batnimi motorji tudi preko 100-krat nižje in v nasprotju z njimi ne obremenjujejo okolja z rakotvornim in gensko nevarnim Formaldehidom. Okolje obremenjuje zvočno z največ 65dB(A) in ne povzročajo tresljajev.

## Osnovni modeli
- C30 - 30kW el. 80kW topl.
- C65 - 65kW el. 148kW topl.
- C200 - 200kW el. 395kW topl.
- C600 - 600kW el. 1170kW topl.
- C800 - 800kW el. 1560kW topl.
- C1000 - 1000kW el. 1950kW topl.

## Nameni uporabe
- kogeneracija
- trigeneracija
- hibridna vozila
- brezprekinitvena napajanja
- deponije
- bioplinarne

## Energenti
- zemeljski plin
- kurilno olje
- propan
- dizel
- kerozin
- bioplin
- deponijski plin